# Jean-Marie Klinkenberg
Jean-Marie Klinkenberg (ur. 1944 w Verviers) – belgijski lingwista i filolog.
Jean-Marie Klinkenberg jest emerytowanym profesorem. Przez wiele lat wykładał nauki o języku na Uniwersytecie w Liège. Dzięki pracom z zakresu retoryki i semiotyki – szczególnie wizualnej – prowadzonym w samodzielnie lub w ramach Grupy μ, uznawany jest za autorytet międzynarodowy. Na Uniwersytecie w Liège kierował Centrum Badań nad Quebekiem, oraz założył Centrum Badań nad literaturą belgijską. Jest członkiem Belgijskiej Akademii Królewskiej oraz przewodniczącym Belgijskiej Rady Języka Francuskiego.